# Boubacar Joseph Ndiaye

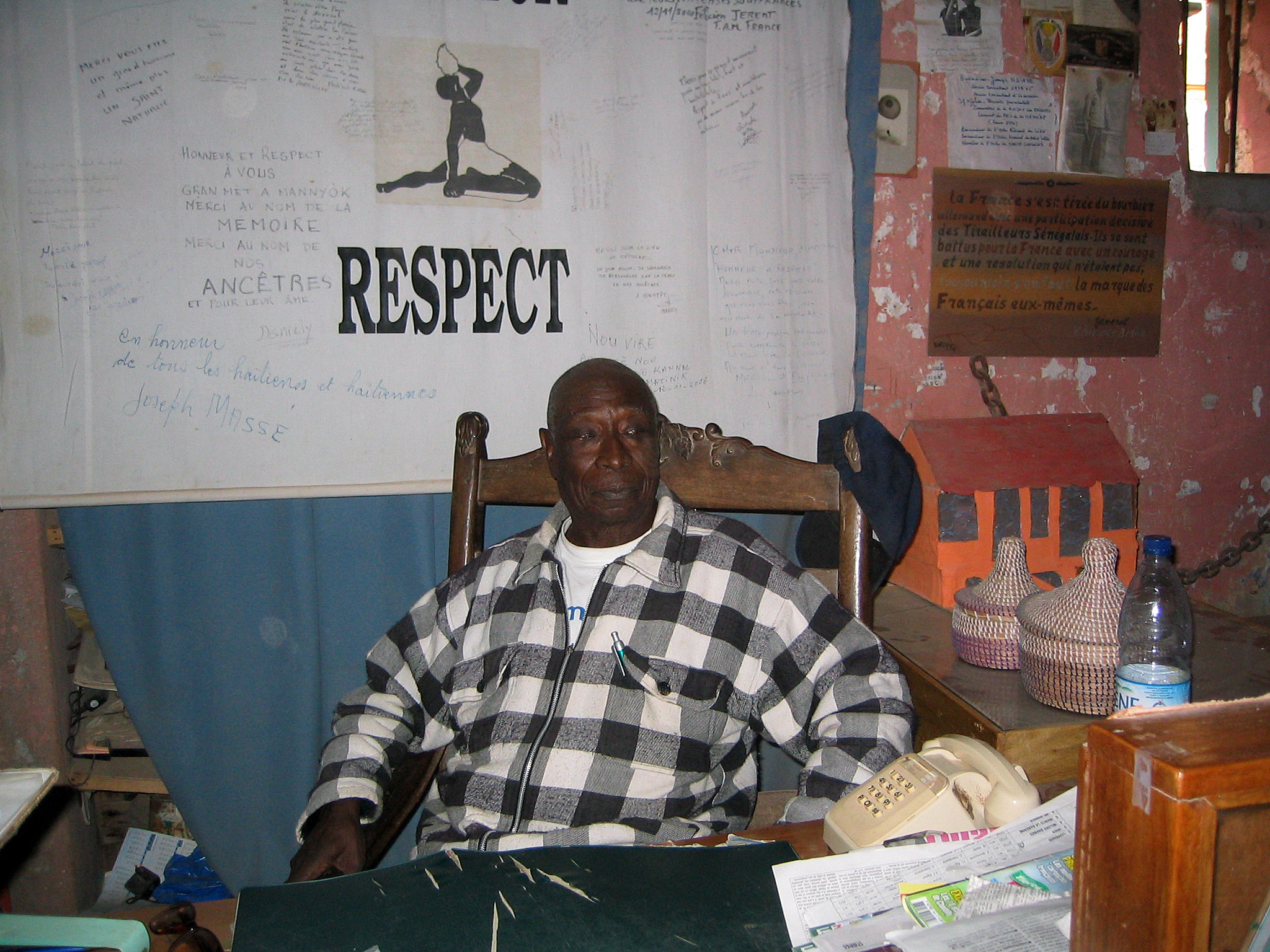
Boubacar Joseph Ndiaye, conservateur en chef des Maison des Esclaves auf der Insel Gorée (Senegal)

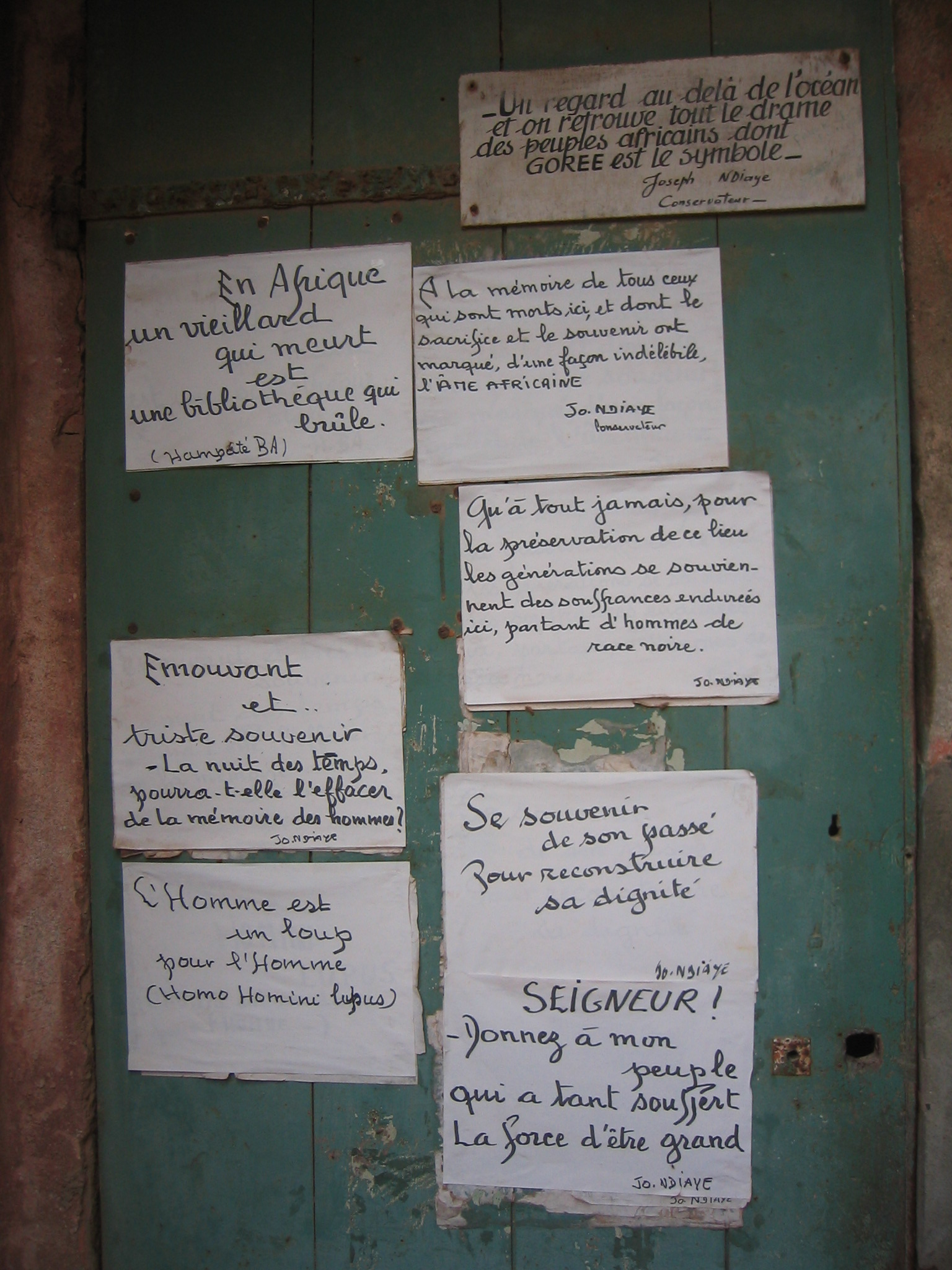
Aphorismen von Boubacar Joseph Ndiaye

Boubacar Joseph Ndiaye (* 15. Oktober 1922 in Rufisque, Senegal; † 6. Februar 2009 in Dakar, Senegal; auch Joseph N’Diaye) war ein senegalesischer Autor, der zur Geschichte des Sklavenhandels schrieb. Er war der Kurator (conservateur en chef) des Hauses der Sklaven auf Gorée, einer kleinen Insel vor der Küste Senegals, nahe der Hauptstadt Dakar, die zum weltweiten Symbol des Sklavenhandels wurde.
In seinem Buch Il fut un jour à Gorée: l’esclavage raconté à nos enfants (Es war einmal in Gorée: die Sklaverei, unseren Kindern erzählt) versuchte er, diese Geschichte ohne Hass und Groll einer jüngeren Generationen zu vermitteln.
Für seinen bemerkenswerten Beitrag zur Anprangerung der Sklaverei wurde er 2004 von der UNESCO (The Slave Route Project) ausgezeichnet.

## Leben
Aus einer Familie goreanischer Herkunft stammend, wurde Boubacar Joseph Ndiaye am 15. Oktober 1922 in Rufiske geboren. Er absolvierte seine Grundschulausbildung in Gorée und trat dann der Berufsschule Pinet-Laprade in Dakar bei. Anschließend arbeitete er als Typograf und Komponist.
1943 wurde er in die französische Armee einberufen, wo er mit der Ersten Armee an der „Befreiung Frankreichs“ teilnahm. Unter den Tirailleurs sénégalais engagiert, kämpfte er in Italien, insbesondere während der Schlacht um Monte Cassino. Nach der Befreiung diente er auch im Fernen Osten als Fallschirmjäger-Unteroffizier in der ersten Halbbrigade kolonialer Fallschirmjägerkommandos (commandos parachutistes coloniaux) unter dem Befehl von Oberstleutnant Marcel Bigeard.
1962 wurde er zum Kurator des Hauses der Sklaven (Maison des Esclaves) in Gorée ernannt und hatte diese Position, bis er am 6. Februar 2009 im Alter von 86 Jahren in Dakar starb.

## Publikationen

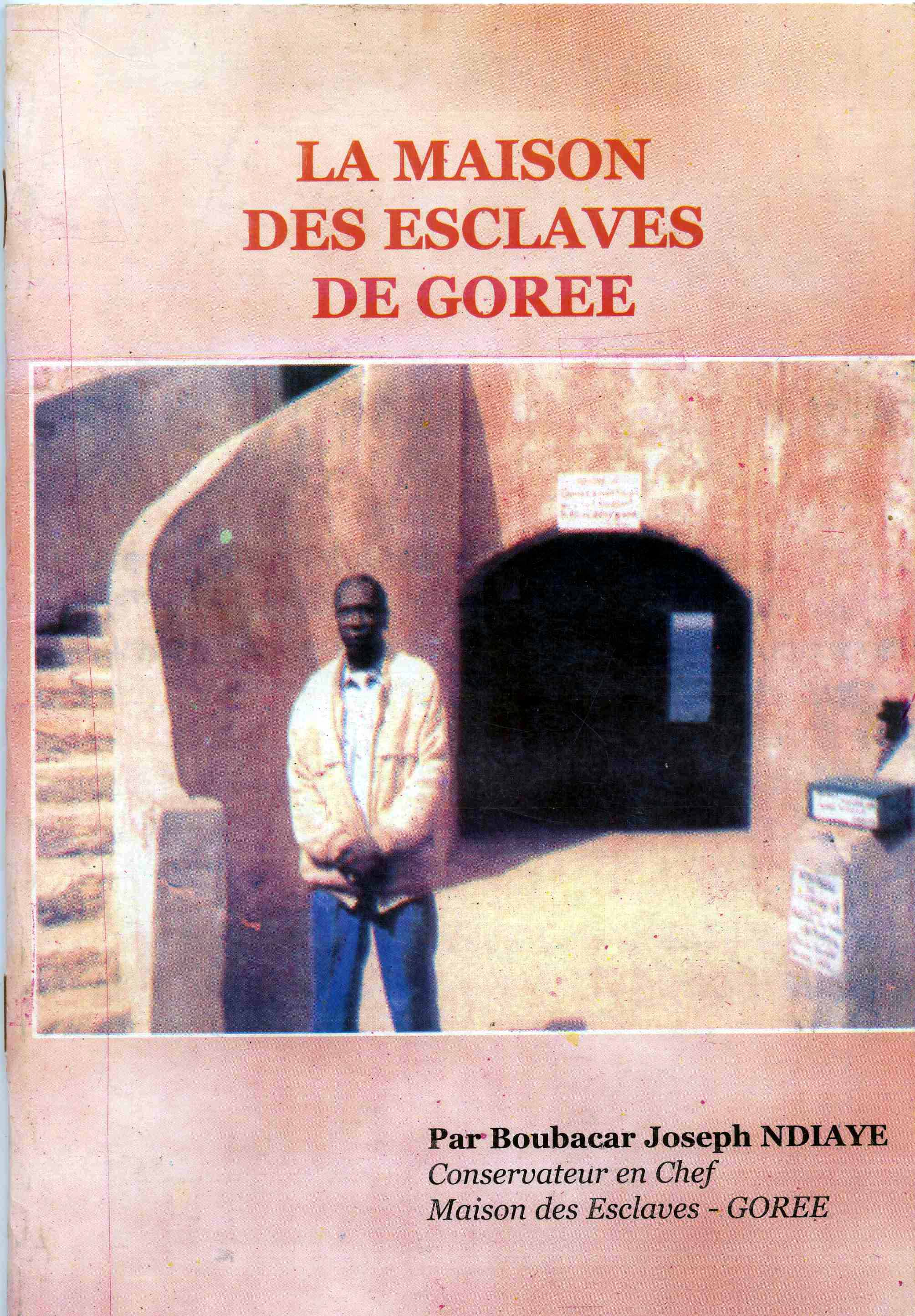
Broschüre zum Haus der Sklaven von Gorée (Titelfoto)

- La Maison des Esclaves de Gorée, 36 S. (ca. 1990)
- Il fut un jour à Gorée : l’esclavage raconté à nos enfants, Michel Lafon, coll. Parenthèse, 2006, 124 S., ISBN 2-7499-0405-6 (mit einem Vorwort von Kōichirō Matsuura)

## Film und Fernsehen
Der algerische Regisseur Rachid Bouchareb ließ sich von Joseph Ndiaye für die Figur des „Alloune“ (gespielt von Sotigui Kouyaté) in Little Senegal (2001) inspirieren. Daneben spielte er selbst eine Rolle in dem amerikanischen Dokumentarfilm The Healing Passage: Voices from the Water (2005) von Saundra Sharp und in jüngerer Zeit in einem Schweizer Film mit dem Namen Retour à Gorée (2008) mit dem Sänger Youssou Ndour.
Zuschauer konnten ihn in Thierry Ardissons ehemaligen Show Tout le monde en parle entdecken, in der er am 6. Mai 2006 zu Gast war.